# 酒井忠克
酒井 忠克（さかい ただたえ、1883年〈明治16年〉11月2日 - 1939年〈昭和14年〉6月17日）は、日本の宮内官僚、政治家、華族。貴族院伯爵議員。

## 経歴
東京府出身。伯爵・酒井忠道の二男として生まれる。1906年（明治39年）学習院高等科を卒業し、さらに東京帝国大学法科大学を修了。父・忠道の死去に伴い、1920年（大正9年）3月10日、家督を相続し伯爵を襲爵した。
1914年（大正3年）以降、主猟官、式部官兼主猟官、中央失業対策委員会委員などを務めた。
1925年（大正14年）7月10日、貴族院伯爵議員に選出され、研究会に属して死去するまで在任した。

## 栄典
- 1927年（昭和2年）2月15日 - 正四位
- 1931年（昭和6年）5月1日 - 帝都復興記念章[7]

## 親族
- 父：酒井忠道（1851 - 1920） - 伯爵。
- 母：酒井績子（1870 - 1926） - 宗重正の次女。
- 妻：万里小路喜美子（1889 - 1927） - 万里小路通房の四女。[1]
  - 長女：三枝子（1910 - 1990） - 西四辻公利の妻、のち離縁。
  - 長男：忠博（1911 - 1978） - 忠克の死後、伯爵を襲爵する。
  - 次女：小枝子（1913 - 1984） - 岩崎彌太郎の孫・岩崎精一郎の妻。
  - 三女：香枝子（1916 - ） - 松平頼明の妻。
  - 四女：寿枝子（1921 - ） - 住友元夫の妻[1]。
  - 次男：忠武（1924 - ） - 酒井忠英の養子。[1]